# Монгольская фондовая биржа

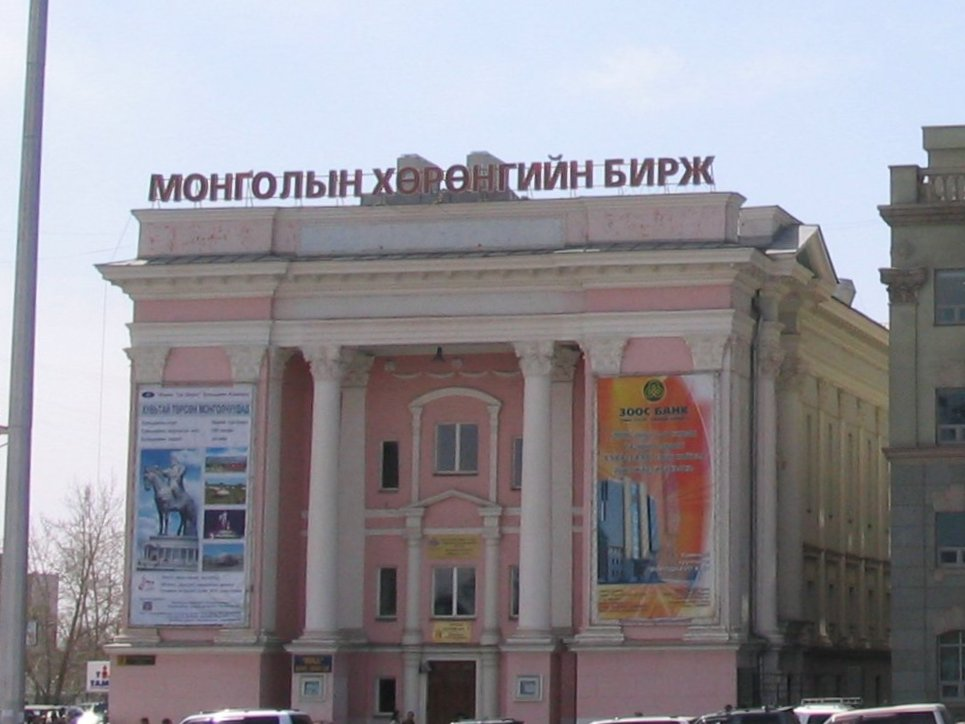
Здание Монгольской фондовой биржи на площади Чингисхана в Улан-Баторе

Монгольская фондовая биржа (монг. Монголын хөрөнгийн бирж) — фондовая биржа в Монголии. Открыта в 1991 году. Является единственной фондовой биржей Монголии, на которой ежедневно идут торги по акциям около 350 монгольских эмитентов с общей капитализацией почти 448,3 миллиард тугриков (около 360,8 миллионов долларов США). В состав участников торгов МФБ входят около 45 организаций — профессиональных участников рынка ценных бумаг, клиентами которых являются более 400 тысяч инвесторов. Здание биржи расположено на площади Чингисхана в центре Улан-Батора.
Биржа входит в Федерацию фондовых бирж Азии и Океании.

## История биржи
МФБ была создана постановлением Правительства № 13 от 18 января 1991 года. В начале 90-х гг. в Монголии начали переходить от командно-административной системы к рыночной, поэтому Правительство запустило приватизацию государственных имуществ, с помощью создания частных секторов.
Для этого было необходимо сотрудничество с Фондовой Биржей, поэтому МФБ начал функционировать при поддержке и под руководством Приватизационной Комиссии при Правительстве. Весной 1991 года в Монголии иностранные специалисты провели трёхмесячный обучающий курс о фондовом рынке и из выпускников данного курса отобрали специалистов - будущих работников МФБ. Данный курс прошли экономисты из каждого аймака и с июля 1991 года в 18 аймаках, трёх городах созданы 29 брокерских фирм при МФБ, что позволило провести куплю-продажу ценных бумаг по всей стране.
7 февраля 1992 года был открыт первичный рынок ценных бумаг, и совершена первая купля-продажа на фондовом рынке Монголии. В 1992—1995 годах, в общей сложности, приватизировали 475 госкомпаний, 96,1 млн акций данных компаний, оцениваемые в 8,2 трлн тугриков, были успешно проданы на первичном рынке в виде инвестиционного пая.
Принятый в 1994 году закон «О ценных бумагах» позволил не только создать Комиссию по Ценным Бумагам (КЦБ), но и запустить торги на вторичном рынке ценных бумаг. В связи с введением вторичного рынка возникла необходимость в приватизации всех брокерских фирм, финансируемых МФБ. Поэтому Постановление Правительства № 170 от 1995 года «временный регламент МФБ» было пересмотрено и заново утверждёно. В соответствии с законом «О ценных бумагах» и «Временным регламентом МФБ» Биржа получила статус некоммерческого государственного предприятия как депозитарий и организатор купли-продажи ценных бумаг. С утверждением нового Закона «О рынке ценных бумаг» Великим Государственным Хуралом (ВГХ Монголии) в Декабре 2002 года МФБ была преобразована в акционерную компанию со стопроцентной государственной собственностью. В итоге депозитарная деятельность ценных бумаг перешла к новой, независимой от МФБ компании. МФБ начала функционировать в качестве организатора купли-продажи ценных бумаг и их регистратора.
МФБ как акционерная компания имеет Наблюдательный совет и Совет директоров. В её основных отделах (аналитическо-исследовательском, информационно-технологическом, финансово-хозяйственном, регистрационно-контрольном, отделе по связям с общественностью, департаменте по управлению делами) работают свыше 50 специалистов.
С момента открытия вторичного рынка ценных бумаг 28 августа 1995 года по окончании 2008 года на МФБ было проведено 3365 торговых операций в 361,4 млрд тугриков, из которых на торговлю акциями приходилось 176,5 млрд тугриков, государственную облигацию — 170,2 млрд тугриков, корпоративную облигацию — 14,7 млрд тугриков.
Рыночная капитализация на 31 декабря 2008 года составляла 515,9 млрд тугриков, индекс ТОП-20 — 5583,22 пункта.